# Ištaran
Ištaran (Ischtaran) war eine mesopotamische Gottheit. Er war der Hauptgott der Stadt Der, das moderne  Tell al-'Aqar, nahe bei dem modernen Badra. Er wird mehrmals mit Gerechtigkeit in Verbindung gebracht. Ihm wird ein schönes Gesicht zugesprochen.
Ištaran ist vom 3. bis zum 1. Jahrtausend v. Chr. mit Sicherheit bezeugt. Er erscheint ab der Mitte des 3. vorchristlichen Jahrtausends vor allem in Personennamen aus Lagasch und Umma im südlichen Mesopotamien. Ein prominentes Beispiel für einen Namen, ist der weibliche Name Simat-Ishtaran, bei der es sich um die Schwester von Šu-Sin, dem vierten König der 3. Dynastie von Ur, handelte. Mit Sicherheit ist sein Kult noch unter dem assyrischen König Asarhaddon (regierte 680 bis 669 v. Chr.) belegt. Zu dieser Zeit war Šarrat-Deri, die Königin von Der, seine Gemahlin. In der Götterliste An hat er einen Vizier Qudmu, einen Berater, und zwei ihm zugeordnete Gottheiten: Turma und Itür-mä=tissu. In dieser Liste wird jedoch keine Gemahlin genannt. Nirah war sein Minister. Lambert vermutet, dass der Gott noch bis in seleukidische Zeit hinein verehrt wurde, wofür es aber keine sicheren Belege gibt, da vor allem Der bisher nicht ausreichend archäologisch untersucht wurde.
Ištaran wurde in der Akkadischen Periode als Schlange dargestellt. Ištaran  wurde auch oftmals mit dem Großen Anu gleichgesetzt. Anu war einer der wichtigsten sumerischen Gottheiten, womit Ištaran sehr hoch im Pantheon stand.
Ištaran hatte einen Tempel in Der. Ein gestempelter Ziegel, der bei Badra gefunden wurde, berichtet von der Renovierung seines Tempels durch den babylonischen König Kurigalzu II. (1332–1308 v. Chr.) (Kurigalzu I. ist auch möglich). Der Ziegel trägt eine sumerische Inschrift, die Arbeiten an dem Haus, der großen Bindung des Landes für Ištaran erwähnt. Aus Susa stammt eine Achatperle, die auch dem Ištaran geweiht ist und eine besondere Verbindung von Kurigalzu mit Der und dem Gott andeutet. In den sumerischen Tempel-Hymnen wird auch von einem Tempel in Der gesprochen. Ein weiterer Tempel befand sich eventuell im Grenzgebiet zwischen den Städten Lagasch und Umma, doch sind die Referenzen vage.